# جورج موسر
جورج موسر (بالألمانية: Georg Moser)‏ هو عالم عقيدة ألماني، ولد في 10 يونيو 1923 في لويتكيرش إم آلغوي في ألمانيا، وتوفي في 9 مايو 1988 في شتوتغارت في ألمانيا.

## وصلات خارجية
- جورج موسر على موقع مونزينجر (الألمانية)